# لاري هيكمان
لاري هيكمان (بالإنجليزية: Larry Hickman)‏ هو لاعب كرة قدم أمريكية ولاعب كرة قدم كندية أمريكي، ولد في 9 أكتوبر 1935 في مقاطعة نافارو في الولايات المتحدة، وتوفي في 10 فبراير 2017.

## وصلات خارجية
- لاري هيكمان على موقع مرجع كرة القدم المحترفة.كوم (الإنجليزية)
- لاري هيكمان على موقع JustSportsStats.com (الإنجليزية)